# Aulocyathus atlanticus
Aulocyathus atlanticus is een rifkoralensoort uit de familie van de Caryophylliidae. De wetenschappelijke naam van de soort is voor het eerst geldig gepubliceerd in 1980 door Zibrowius.